# リシンラセマーゼ
リシンラセマーゼ(Lysine racemase、EC 5.1.1.5)は、以下の化学反応を触媒する酵素である。
L-リシン {\displaystyle \rightleftharpoons } D-リシン
従って、この酵素の基質はL-リシンのみ、生成物はD-リシンのみである。
この酵素は、異性化酵素、特にアミノ酸やその誘導体に作用するラセマーゼやエピメラーゼに分類される。この酵素は、リシンの生分解に関わる。